# Mehelya gabouensis
Mehelya gabouensis är en ormart som beskrevs av Trape och Mané 2005. Mehelya gabouensis ingår i släktet Mehelya och familjen snokar. Inga underarter finns listade i Catalogue of Life.
Arten är endast känd från två exemplar som hittades vid floden Casamance i södra Senegal. Kring floden som delvis torkar ut under sommaren förekommer savanner. IUCN listar arten med kunskapsbrist (DD).